# 겨이삭

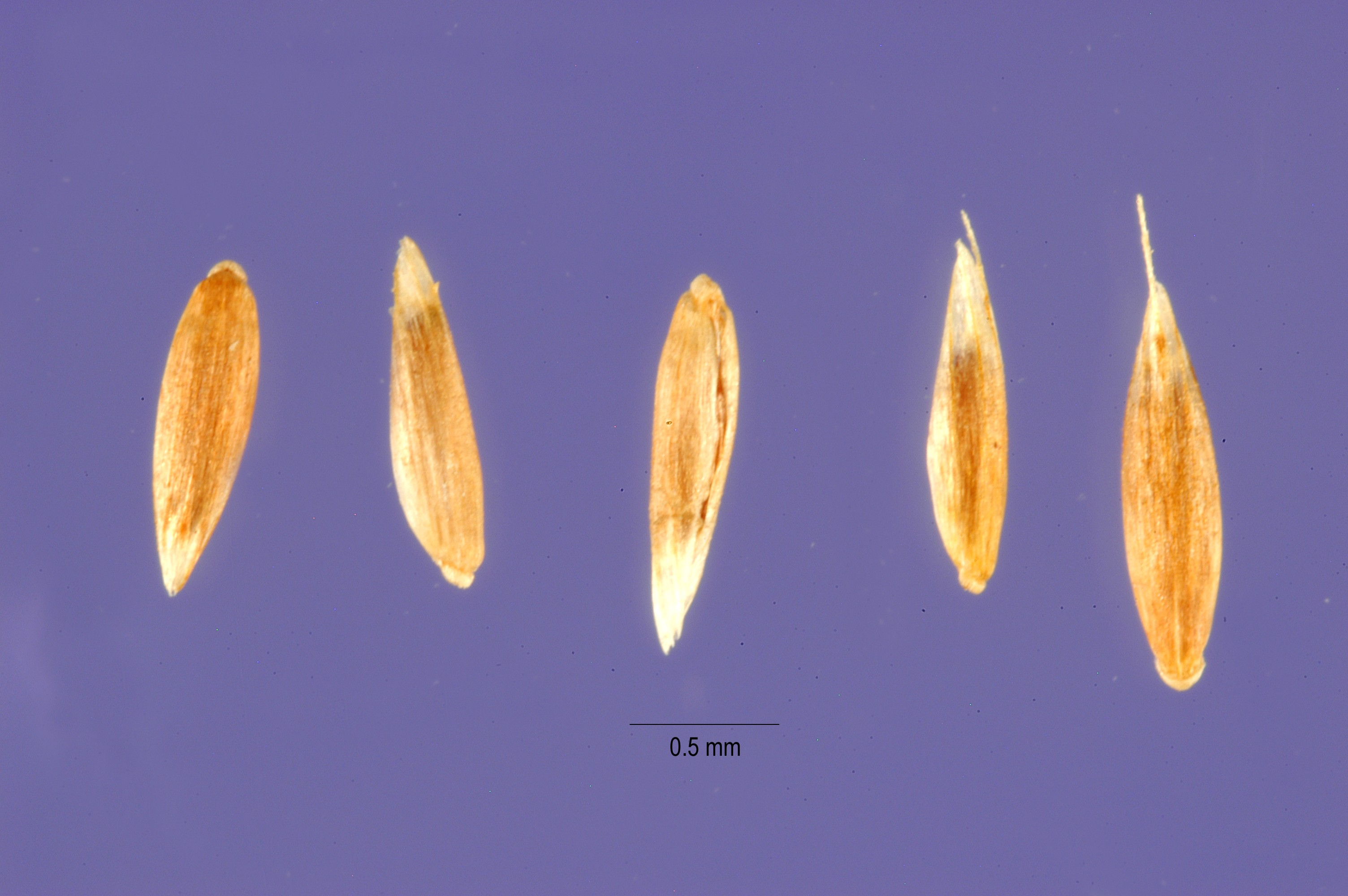

겨이삭은 벼과 겨이삭속의 두해살이풀로 학명은 Agrostis clavata이다.

## 분포
한국의 각처 저지대 길가에서 자란다.

## 특징
줄기높이 40cm, 나비 0.2-0.5cm. 줄기는 가늘고 곧게 서며 녹색으로서 거칠거칠하다. 밑의 잎은 모여나고 줄기잎은 어긋나며 좁은 줄모양으로 끝이 점점 뾰족하고 줄기보다 짧다. 뿌리는 수염뿌리로 뭉쳐난다. 꽃은 원추꽃차례이고 꽃대 끝에 나며 5-6월에 핀다. 꽃줄기는 곧게 올라가고 길이 10-15cm이며 중간의 각 마디에서 2-3개의 가는 꽃자루가 바퀴살처럼 돋아난다. 거기에 엷은 보라색 혹은 녹색의 아주 작은 꽃떨기가 어긋난 꽃차례로 많이 핀다. 열매는 이삭열매로 아주 작다.

## 아종
- Agrostis clavata subsp. matsumurae (Hack.) Tateoka ex Honda